# 嚴重急性呼吸系統綜合症
嚴重急性呼吸道症候群（severe acute respiratory syndrome, SARS）是非典型肺炎的一種，致病原是SARS冠状病毒（SARS-CoV）。2002年，該病在廣東顺德首發，並擴散至東南亞乃至全球，稱為SARS事件。
嚴重急性呼吸道症候群由世界衛生組織的義大利醫生卡洛·厄巴尼所發現。他在越南研究該病毒時受到感染，其後於2003年3月在泰國不治殉職。研究指出，該病是由嚴重急性呼吸道症候群冠狀病毒所引起的，傳播途徑包括由已被感染者所咳出的飛沫傳染，而整個傳染過程主要透過人與人近距離的接觸。此病平均导致7%至15%的患者死亡。世界衛生組織警告，該病死亡率在未来有可能達到15%。不同年齡層中，24歲和以下人群死亡率為1%，25到44歲死亡率為6%，45到64歲死亡率15%，65歲以上的死亡率則為55%。
2019年12月，另一种基因序列相近的SARS-CoV毒株2019新型冠状病毒（SARS-CoV-2）被发现。这种新毒株可导致2019年冠状病毒病 （COVID-19），造成了全球范围的COVID-19大流行。

## 稱呼
「SARS」这种疾病在汉字文化圈各地有不同的译名或别名。中国大陆目前的标准名称根据“SARS”译作“严重急性呼吸综合征”，或音译“萨斯”；曾称“传染性非典型肺炎”（infectious atypical pneumonia）并常簡稱「非典」。香港習慣把「SARS」依香港粵語譯為「沙士」，或直接用英文「SARS」。台灣亦慣用英語SARS。馬來西亞華文媒體稱為SARS。新加坡媒體一度使用“薩斯”，4月17日，新加坡中文傳媒统一译名委员会統稱為“沙斯”。

## 病源

### 病毒概论
嚴重急性呼吸系統綜合症是由嚴重急性呼吸系統綜合症相關冠狀病毒（英語：Severe acute respiratory syndrome-related coronavirus）导致的。该病毒簡稱SARS冠状病毒或SARS相关冠状病毒，属于冠狀病毒科乙型冠状病毒属。

### 病毒发现

#### 2003年2月
2003年2月7日开始，中国疾病预防控制中心病毒学首席研究员、中国工程院院士洪涛开始进行对非典型肺炎病毒的研究，于电子显微镜下发现病人肺部存在衣原体，从而初步认定其为致病原因。2月11日，兩位香港大學微生物學系教授管轶，郑伯健教授跟钟南山教授合作对病因进行调查，廣州方面將提供给港大的流感实验室提供病人样本，双方对结果达成共识之后汇报和发布。
2月18日下午向洪涛社会公布了自己的研究成果。该研究成果获得官方认可，2月18日当晚发布“引起广东部分地区非典型肺炎的病原基本确定为衣原体”的新闻。但由于抗衣原体药物完全无效，身在一线的广东医疗界人士并不认可该结论，广州医学院的钟南山院士在紧急会议上表示认定病原为衣原体科学依据不足，不能以此为根据制定治疗方案。2月底，军事医学科学院微生物传染病研究所祝庆余、秦鄂德两位研究员一例尸解标本中分离辨认出冠状病毒，但因为仅限于形态学上的证明，结论并未上报。

#### 2003年3月
3月15日世界卫生组织正式将该病定名为“严重急性呼吸道综合征”（SARS），向全球发布了旅行警告。随后，世界卫生组织的斯托尔博士迅速动员了12个实验室组建实验室网络，并在开始阶段表示希望各实验室把注意力集中在副粘液病毒上。香港中文大学許樹昌教授和香港威爾斯親王醫院微生物系的研究者、德国法兰克福大学医学病毒研究所的研究人员则利用电子显微镜，找到了有結構像副黏液病毒的病毒颗粒，认定SARS病毒属于副黏液性病毒科，香港威尔士亲王医院于3月18日宣布该结论，3月19日再经香港衛生福利及食物局局长杨永强医生向外公布。同时台湾卫生署官员表示，台湾各检验单位早已倾向是副黏液病毒，但未敢确定。不久后，通过对3月上旬收治的病人身上所获取的样本进行分析，以佩里斯博士和袁国勇博士为领导的香港大学实验室在瑪麗醫院的实验室进行的试验否定了该结论，以拉里·安德森为领导的美国疾病预防与控制中心经过实验也得到同样结论，同时两组实验人员均发现了具有冠状病毒形态的嫌疑病毒。但由于已知的冠状病毒不导致严重的人类疾病，只会引起中度或轻度的感冒，因此学界对此还存在疑问，3月21日，美国疾病预防与控制中心将病毒RNA样本送往旧金山加州大学约瑟夫·德里西博士的实验室，以通过其新发明的基因芯片法进行检测，3月22日，该嫌疑病毒被进一步确认为冠状病毒。3月21日，祝庆余、秦鄂德两位研究员也完成了对病毒在血清学、免疫学、分子生物等方面的研究。
3月31日，洪涛表示：“我们不敢排除有其他的原因，比如说衣原体和冠状病毒同时作用，但衣原体绝对是主要元凶。”4月4日，中国疾控中心召开的记者座谈会上，中国疾控中心主任李立明仍然主要介绍了关于衣原体的研究进展，对于记者关于海外有关冠状病毒的研究的提问，李立明表示疾控中心同样找到了三例冠状病毒，其序列片断和世界卫生组织及香港公布相同，“但这不一定证明一定是病原体”。

#### 2003年4月
4月5日，加拿大不列颠哥伦比亚大学癌症研究所的研究人员收到加拿大国家微生物实验室所寄来的病毒RNA样本，开始展开研究工作，由分子生物学家贾斯温德尔·哈特拉领导进行反转录工作，霍尔特医生则进行基因组排列分析仪的准备工作，研究人员最终于4月12日凌晨2时25分得到该病毒的基因组图，并随后发布。4月14日，亚特兰大的安德森医生领导的研究小组同样绘制出了基因组图，经不列颠哥伦比亚大学比较发现两组基因组图相同。祝庆余、秦鄂德两位研究员自3月下旬以来的研究结论经过逐级上报，最终于4月11日公布。世界卫生组织引述了相关发现后表示“中国内地发现的SARS与香港的SARS可能具有同源性”。 2003年4月16日，世界衛生组织负责传染病的执行干事戴维·海曼正式宣布冠状病毒的一个变种是引起非典型肺炎的病原体，在多个疾病控制实验室发现的冠状病毒确实是引起SARS的病毒。4月17日，世界卫生组织称荷兰埃拉斯默斯大学的艾伯特·奥斯特豪斯带领的研究小组已经成功地使猴子感染上这种冠状病毒并再次分离出来，这表明四条科赫法则均已被满足。

### 天然宿主
在2003年，香港大学的研究团队认定果子狸为天然宿主，但2006年研究者发现蝙蝠身上同样携带SARS冠状病毒，但同源性相比果子狸为低。2013年，研究人员已经倾向于中華菊頭蝠为SARS病毒的天然宿主，果子狸仅仅是传染到人过程中的中间宿主，更表明其传播到人并不需要通过果子狸等中间宿主。2017年，中国科学院武汉病毒研究所石正丽为首的团队在云南省晉寧縣夕陽彝族鄉兩個洞穴（燕子洞、石头洞）內的菊头蝠种群中發現了含有SARS病毒的全部基因组组分，鎖定了源頭。在夕陽彝族鄉訪問218名村民，81.2％饲养或拥有牲畜或宠物，有9.1％目睹蝙蝠在房屋附近飞行。

#### 寻找过程
在深圳市疾控中心、深圳动物防疫监督所、深圳市野生动植物保护站的合作下，2003年5月19日，香港大学微生物学系管轶所在课题组发现在果子狸身上的病毒，与人类身上的病毒有99.8%的同源性。5月23日下午，在深圳和香港大学分别举行了新闻发布会。但当时发现，在果子狸身上的病毒，除了与最早的广州分离出来的病毒外，和其他人身上分离出来的病毒相比要长29个核苷酸，并且人身上发现的病毒的人际传染性更强。
2006年，研究者发现蝙蝠身上同样携带SARS冠状病毒，和人SARS病毒同源性为92.6%到93%之间，2007年，原来参与香港大学认定非典元凶为果子狸的管轶开始认为蝙蝠可能是所有冠状病毒的源头。2013年，香港大學醫學院傳染病學教授袁國勇稱，SARS病毒的天然宿主是中華菊頭蝠，他指出：「我們開始的時候以為果子狸是『天然宿主』，但這是錯的。」袁國勇說，「因為在野外的果子狸和在繁殖場的果子狸都沒有這個病毒，但果子狸到了野生動物市場的時候，就有SARS冠狀病毒，這說明果子狸是在野生動物市場由其他的動物傳染的。」。同年10月，英國廣播公司引述《自然》雜誌報導，澳洲病毒學家Gary Crameri及團隊在中華菊頭蝠身上發現兩種類似SARS的冠狀病毒，它們與一種ACE2受體結合後，以同樣的方式感染人體細胞。這顯示，冠狀病毒也可能直接從蝙蝠傳染給人類，不一定要透過果子狸等這類中間物種。
之后的调查显示，大量SARS相关冠状病毒在中国的菊头蝠中传播，这表明致命毒株可能源自这些蝙蝠，再通过果子狸传播到人类身上。但是相關设想存疑，因為在关键基因上（允许病毒接近并感染细胞的蛋白质），人类版病毒和蝙蝠版病毒存在差异。
2017年，中国科学院武汉病毒研究所石正丽为首的团队在云南省晉寧縣夕陽彝族鄉兩個洞穴（燕子洞、石头洞）內的菊头蝠种群中發現了含有SARS病毒的全部基因组组分（虽然没有发现单个蝙蝠身上具有和人类SARS病毒一样的完全相同的毒株）。在夕陽彝族鄉訪問218名村民，81.2％饲养或拥有牲畜或宠物，有9.1％目睹蝙蝠在房屋附近飞行。研究團隊警告在人群中仍存在类似于SARS的疾病的爆发风险。但来自云南蝙蝠身上的病毒是如何传播到约1000公里之外的广东的动物和人身上的，而且在云南沒有造成任何疑似病例这点仍然存在疑问。中国OIE狂犬病参考实验室主任涂长春认为该研究结果说服力只有“99%”，表示希望看到科学家能够证明人类SARS毒株可以从蝙蝠身上传播到另一种动物身上，并认为“如果能做到这一点，那么证据就完美了”。

### 阴谋论
此外，更有SARS陰謀論观点認為该病毒并非自然形成，而是人为的基因武器。
在《最后一道防线——中国人基因流失忧思录》书中，童增表示中國人感染者占比高達92%，而在东南亚的感染人群中又以华人为主的新加坡又占据多数，而西方盎格魯撒克遜族群幾乎沒有一人中SARS，非华人确诊人数，只占所有病例的3.3%，而理論上，病毒鎖定某一族群的可能性無限接近於零，因此而認為SARS可能是美國研發、專門針對漢民族单倍群O-M175基因的基因武器。该书中观点通过《细思极恐，当年中国非典，是美帝对我们的生物战》等文章广泛在网上流传，但该结论并无直接证据，仅靠间接证据猜测而来。最早将该病毒向世界卫生组织通报的意大利医生卡洛·乌尔巴尼即为白人，于3月29日因感染SARS病毒而病逝于曼谷。
大部分专家表示非典“基因武器说”缺乏依据，病毒学家、中国工程院院士侯云德表示，最开始就有外国科学家向北京表示SARS有可能是生物武器，政府也组织过专家论证，但并未发现任何证据说明SARS是人造病毒，同时认为如果病毒是人工合成的，其基因序列会留下拼接的痕迹。除了质疑SARS为美国制造的基因武器的看法外，分子生物学家、中国科学院遗传与发育研究所陈凡教授表示，也有外国友人发邮件询问该病毒是否为军方实验室流出。陈凡指出要制造用于攻击不同种族、不同人群的基因武器，需要大量的人体内实验，技术上很难做到。此外“人类基因组计划”中国区总协调人杨焕明、康奈尔大学医学院助理教授、从事生物钟基因研究的孙中生、中国疾病预防控制中心病毒学首席研究员、中国工程院院士洪涛均认为这种观点不可能或缺乏依据。
2015年，军事医学家徐德忠、李锋出版《非典非自然起源和人制人新种病毒基因武器》一书，再次阐述SARS可能是非自然起源的这一观点，并认为某特征基因“不可能自然存在”。2017年，石正丽团队在云南省某蝙蝠洞内发现SARS病毒全部基因组组分。

## 症状与治疗

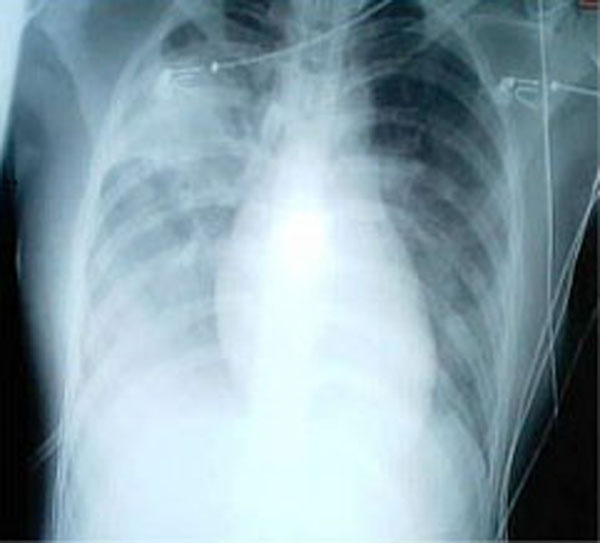
SARS患者的胸部X光片顯示兩肺不透明性增加，表明肺炎

嚴重急性呼吸系統綜合症源於自體免疫。如同紅斑性狼瘡、牛皮癣，是肺的纖維受自體免疫侵襲，過度腫脹，擠壓肺泡。肺泡不能膨脹，症狀為吸不進氣，窒息而死。其具体形式表现为，免疫系统对素未謀面的病原体过度保护，通过血循环动员之后大量穿越肺泡释放一些细胞因子，造成「急性炎症」。而释放的细胞因子可以笼络更多的免疫细胞，产生更多的细胞因子，再来攻击病毒感染的细胞，而感染的细胞死亡之后又会产生更严重的炎症反应。所以人体因为这种加重的免疫应答而不支，从而急性免疫病理损伤。
“疑似病例”是定义为在2003年2月1日之后有以下病状历史的人：
- 发高烧高于38℃（100.4℉）以及一个或是更多个下列的呼吸症状：
  - 头晕症状
  - 呼吸急促
  - 呼吸困难
  - 低氧症
  - 肺炎
  - 咳嗽
- 除了发高烧和一个呼吸症状之外，还要一个或是更多个以下的情况：
  - 与疑似病人亲密接触（例如住在一起）
  - 最近曾經到訪严重急性呼吸综合征感染地区旅游

除了发烧和呼吸症状，其它跟严重急性呼吸综合征有关的症状包括：
- 头痛
- 肌肉僵硬
- 失去食慾
- 全身虚弱
- 精神紊乱
- 出疹
- 腹泻
- 白血球和血小板数目通常会变低
- 發冷
- 發顫

徵状在感染后2至7天出现。严重的病人需要机器换气系统。世界卫生组织建议隔离治疗疑似病人。抗生素无作用，而利巴韦林、奥司他韦等抗病毒药作用微弱。糖皮质激素主要通过抑制免疫反应来缓解炎症，挽救病人生命。

## 後遗症
严重急性呼吸综合征后遗症包括肺纤维化等。
在治疗过程中，为了抢救生命，醫生大量使用激素类药物于SARS紧急治疗，激素的副作用导致部分患者股骨坏死，这些过量使用激素导致的骨骼坏死，使患者康復日后失去工作能力甚至自理能力，而巨大的心理落差也使部分SARS后遗症病人患上抑郁症。

## 流行概况

2003年在全球可能发生的SARS病例

嚴重急性呼吸系統綜合症于2002年-2003年左右首次流行，之后只发生了零星的实验室感染。

### 疫情爆发
严重急性呼吸综合征在2002年11月初在广东河源市最早出现（世界卫生组织指源头是在广东顺德）。由于病者出现肺炎病症，所以当时将之归入非典型肺炎。該病经由旅游、商贸、移民迅速由廣東扩散到香港，并再扩散至越南、新加坡、台湾及加拿大的多伦多。2003年5月间，北京和香港的疫情最为严重。

### 傳播至香港及擴散

香港京華酒店酒店9樓佈局，顯示發生了嚴重急性呼吸道綜合症（SARS）的超級傳播事件

淘大花園同一座相繼出現同樣病症的患者，經檢測證實是患上沙士，政府決定把整楝大廈的居民隔離，並對淘大花園進行消毒。而大廈可經排水口傳播細菌，也進行改善工程。
2003年2月，中山大學附屬第二醫院的退休教授劉劍倫於中國大陸參加抗疫工作時受到傳染，其後被發現出現肺炎病徵，他在2月17日於廣州照的X光片顯示肺部左下區域有霧化。已染肺炎的劉劍倫並未隔離就醫，只是自行服用抗生素，更於2月21日攜同妻子到香港，入住京華酒店（九龍維景酒店）911號房一晚。因劉劍倫在港期間未有使用口罩等防禦措施，京華酒店的電梯等公眾地方受到嚴重污染，令到16名酒店住客和訪客受到感染，繼而引起香港的威爾斯親王醫院疫情大爆發和聖保祿醫院的小型疫情，以及社區大爆發，亦同時把SARS病毒傳到遙遠的多倫多、溫哥華、河內、新加坡、菲律賓、英國、美國等，以及返回中國大陸本身。其他被劉劍倫傳染的人，計有他的妻子、女兒、妹夫和廣華醫院的一名護士，合共20人被劉劍倫傳染。
在京華國際酒店入住一晚後，劉劍倫的病情在第二天（2月22日）早上再度惡化，先前服下的抗生素根本無效，於是他到廣華醫院急症室求診，並隨即送進深切治療病房（加護病房）。到這一刻為止，中國大陸也对疫情原因不清楚，香港特區政府對神秘疫症所知也不多，只是要求各間醫院留意來自社區的嚴重肺炎個案，陆港邊界還未有任何相應措施。
目前存在的證據顯示：絕大部分的傳播都是藉由患者的口鼻分泌物。接觸到被污染的物件或患者的體液（然後再碰觸眼、鼻、口）也有可能是另一個傳播途徑。淘大花園社區的傳播模式算是特殊的環境污染方式。但是在這個案例中香港特區衛生署的調查報告也已經指出空氣傳染（病毒或含有病毒的液滴在空氣中自由漂浮並擴散而傳染的方式）是極不可能的傳播模式。
雖然專家還無法完全確定嚴重急性呼吸道综合症病患的傳染模式和尖峰傳染時刻，但是根據已經收集到的臨床觀察，很可能SARS病患傳染力最高的時候是在他已發展出症狀的時候，也就是當他發燒，尤其是咳嗽的階段。最容易被傳染的場合是：在群眾密集的密閉空間中，長久暴露於與已發病之SARS病患的接觸。這可以解釋為什麼醫護人員的被感染率最高。因此，早期的診斷與治療之所以重要，不僅僅只是為了較好的療效，也是為了更有效地控制SARS的傳播。

### 其它
2003年11月，广州再次出现零星病例。
2004年4月北京和安徽省再次发现疑似SARS病人，并发生數宗传染事件。4月25日，卫生部新闻发言人证实，此次疫情可能源自实验室（北京市宣武区迎新街100号中国疾控中心病毒所）感染。。
直到2004年4月15日，一個24歲的中國大陸女人在一列由布拉戈維申斯克開往莫斯科的列車途中因為嚴重肺炎死亡，俄羅斯基洛夫州政府擔心她可能是患上严重急性呼吸综合征致命。與她同行的53個大陸人亦被送往醫院隔離觀察，而她所在的車廂進行分離並進行消毒。其後經解剖後證實死者只是肺炎，引發肺水腫和腦水腫導致死亡。

## 病人及死亡人數
2002年11月1日至2003年7月31日期間病例總結。
| 國家/地區              | 病例  | 死亡 | 病死率（%） | 感染的医护人员（%） | 首宗日期   | 最後一宗日期 |
| ---------------------- | ----- | ---- | ----------- | ------------------- | ---------- | ------------ |
| 全球                   | 8,096 | 782  | 9.56        | 1706（21%）         | 2002-11-16 | 2003-07-13   |
| 全球（不包括中國大陸） | 2,769 | 462  | 16.4        | 704（25%）          | 2003-02-15 | 2003-07-13   |
| 中國大陸               | 5,327 | 349  | 6.6         | 1002（19%）         | 2002-11-16 | 2003-06-03   |
| 香港                   | 1,755 | 299  | 17.0        | 386（22%）          | 2003-02-15 | 2003-05-31   |
| 加拿大                 | 250   | 38   | 15.2        | 109（43%）          | 2003-02-23 | 2003-06-12   |
| 台灣                   | 346   | 81   | 23.4        | 68（20%）           | 2003-02-25 | 2003-06-15   |
| 新加坡                 | 238   | 33   | 13.9        | 97（41%）           | 2003-02-25 | 2003-05-05   |
| 越南                   | 63    | 5    | 7.9         | 36（57%）           | 2003-02-23 | 2003-04-14   |
| 美國                   | 27    | 0    | 0           | 0（0%）             | 2003-02-24 | 2003-07-13   |
| 菲律賓                 | 14    | 2    | 14.3        | 4（29%）            | 2003-02-25 | 2003-05-05   |
| 泰國                   | 9     | 2    | 22.2        | 1（11%）            | 2003-03-11 | 2003-05-27   |
| 德國                   | 9     | 0    | 0           | 1（11%）            | 2003-03-09 | 2003-05-06   |
| 蒙古                   | 9     | 0    | 0           | 0（0%）             | 2003-03-31 | 2003-05-06   |
| 法國                   | 7     | 1    | 14.3        | 2（29%）            | 2003-03-21 | 2003-05-03   |
| 澳洲                   | 6     | 0    | 0           | 0（0%）             | 2003-02-26 | 2003-04-01   |
| 瑞典                   | 5     | 0    | 0           | 0（0%）             | 2003-03-28 | 2003-04-23   |
| 義大利                 | 4     | 0    | 0           | 0（0%）             | 2003-03-12 | 2003-04-20   |
| 英國                   | 4     | 0    | 0           | 0（0%）             | 2003-03-01 | 2003-04-01   |
| 印度                   | 3     | 0    | 0           | 0（0%）             | 2003-04-25 | 2003-05-06   |
| 南韓                   | 3     | 0    | 0           | 0（0%）             | 2003-04-25 | 2003-05-10   |
| 印度尼西亞             | 2     | 0    | 0           | 0（0%）             | 2003-04-06 | 2003-04-17   |
| 南非                   | 1     | 1    | 100         | 0（0%）             | 2003-04-03 | 2003-04-03   |
| 科威特                 | 1     | 0    | 0           | 0（0%）             | 2003-04-09 | 2003-04-09   |
| 澳門                   | 1     | 0    | 0           | 0（0%）             | 2003-05-05 | 2003-05-05   |
| 紐西蘭                 | 1     | 0    | 0           | 0（0%）             | 2003-04-20 | 2003-04-20   |
| 愛爾蘭                 | 1     | 0    | 0           | 0（0%）             | 2003-02-27 | 2003-02-27   |
| 羅馬尼亞               | 1     | 0    | 0           | 0（0%）             | 2003-03-19 | 2003-03-19   |
| 俄羅斯                 | 1     | 0    | 0           | 0（0%）             | 2003-05-05 | 2003-05-05   |
| 西班牙                 | 1     | 0    | 0           | 0（0%）             | 2003-03-26 | 2003-03-26   |
| 瑞士                   | 1     | 0    | 0           | 0（0%）             | 2003-03-09 | 2003-03-09   |

以上数据为世界卫生组织基于截至2003年12月31日的数据统计而来。其中：

（1）死亡病例仅包括死于SARS的病例。

（2）自2003年7月11日以来，台湾共有325起病例经核查与SARS无关。135個病人的实验室资料不足或不完整，其中101人死亡。

（3）包括在其他地区患病的医务工作者。

（4）美国对病例定义与世卫组织有所不同，美国报告了2003年7月5日以后可能出现的SARS病例。

（5）約7300人在此疾病中康復。

## 註释
1. 「传染性非典型肺炎」的簡稱[4]
2. 雖是中文名稱中較常出現者，但實際上相當罕用，一般仍以SARS稱呼。
3. ↑  中華民國衛生署通報世界衛生組織的SARS死亡人數為81人[40]。

## 外部連結
- 世界卫生组织：严重急性呼吸综合征信息（页面存档备份，存于）
- 微生物免疫學-Coronaviridae(冠狀病毒科)（页面存档备份，存于）
- 官方SARS資訊（页面存档备份，存于） 来自世界卫生组织
- 官方SARS資訊（页面存档备份，存于） 来自美国疾病控制与预防中心

## 相關
- SARS事件
  - SARS陰謀論
- 中華菊頭蝠
- 非典型肺炎

相關病毒及導致事件
- 禽流感
- 伊波拉病毒
  - 伊波拉出血熱爆發列表
- 變種甲型H1N1流感（H1N1）
  - 2009年甲型H1N1流感疫潮（2009年）
- 中東呼吸綜合症冠狀病毒（MERS）
  - 中東呼吸綜合症（2012年）
- 嚴重急性呼吸系統綜合症冠狀病毒2型
  - 2019冠状病毒病
  - 2019新型冠狀病毒疫情